# Acácio Cordeiro Barreto
Acácio Cordeiro Barreto (Campos dos Goytacazes, 1959. január 20. –) brazil válogatott labdarúgókapus, edző.

## Pályafutása

### Klubcsapatban
Pályafutását az Amricano csapatában kezdte 1978-ban. Ezt követően játszott többek között: a Serrano FC, a Vasco da Gama, a Tirense, a Beira-Mar és a Madureira csapataiban.               

### A válogatottban
1986 és 1990 között 7 alkalommal szerepelt a brazil válogatottban. Részt vett az 1983-as Copa Américan és az 1990-es világbajnokságon. Tagja volt az 1989-es Copa Américan győztes válogatott keretének is.

## Sikerei, díjai
Vasco da Gama
- Brazil bajnok (1): 1989
- Carioca bajnok (3): 1982, 1987, 1988
- Taça Guanabara (3): 1986, 1987, 1990

Brazília
- Copa América (1): 1989